# Hans Seiler (Maler, 1907)
Hans Seiler (* 29. April 1907 in Neuchâtel; † August 1986 in Bayonne) war ein Schweizer Maler. Seine Werke siedeln sich im Übergang zum Kubismus und Expressionismus an, wobei er Lichtwirkungen in Landschaften und Räumen zunächst auf sich wirken liess, um sie dann aus dem Gedächtnis nach der auf ihn ausgeübten Wirkung wiederzugeben.

## Leben und Werk
Hans Seilers Mutter stammte aus Neuchâtel, der Vater, ein Arzt, aus Bern. Dort verbrachte Hans Seiler seine Kindheit. 1924, also mit 17 Jahren, schrieb er sich auf Anraten des Konservators des Berner Museums in der École des Beaux-Arts in Lyon ein, zunächst für Bildhauerei. Er folgte den Spuren Auguste Rodins unter der Anleitung einer dessen Schülerinnen, Madame Bardet. Sie empfahl ihm, sich in Paris der Malerei zu widmen. So trat er 1927 in die Académie Ranson ein, um bis 1930 bei Roger Bissière zu studieren. Ab diesem Jahr zeigte er auf ersten Ausstellungen in der Schweiz seine Werke, so z. B. im Herbst 1934 in der Kunsthalle Bern unter dem Titel Der Schritt weiter zusammen mit Antonio Ciolina, Albert Lindegger und Max von Mühlenen. Der Zweite Weltkrieg unterbrach dies für lange Zeit, bis er 1948 mit der Galerie Jeanne Bucher wieder startete und von 1950 bis 1970 der Galerie Roque treu blieb. Während das Museum Bonnat in Bayonne ihm eine Retrospektive widmete, starb er Anfang August 1986.